# Buellton (Kalifornija)
Buellton je grad u američkoj saveznoj državi Kalifornija. Prema popisu stanovništva iz 2010. u njemu je živjelo 4,828 stanovnika.